# Kattmöbel

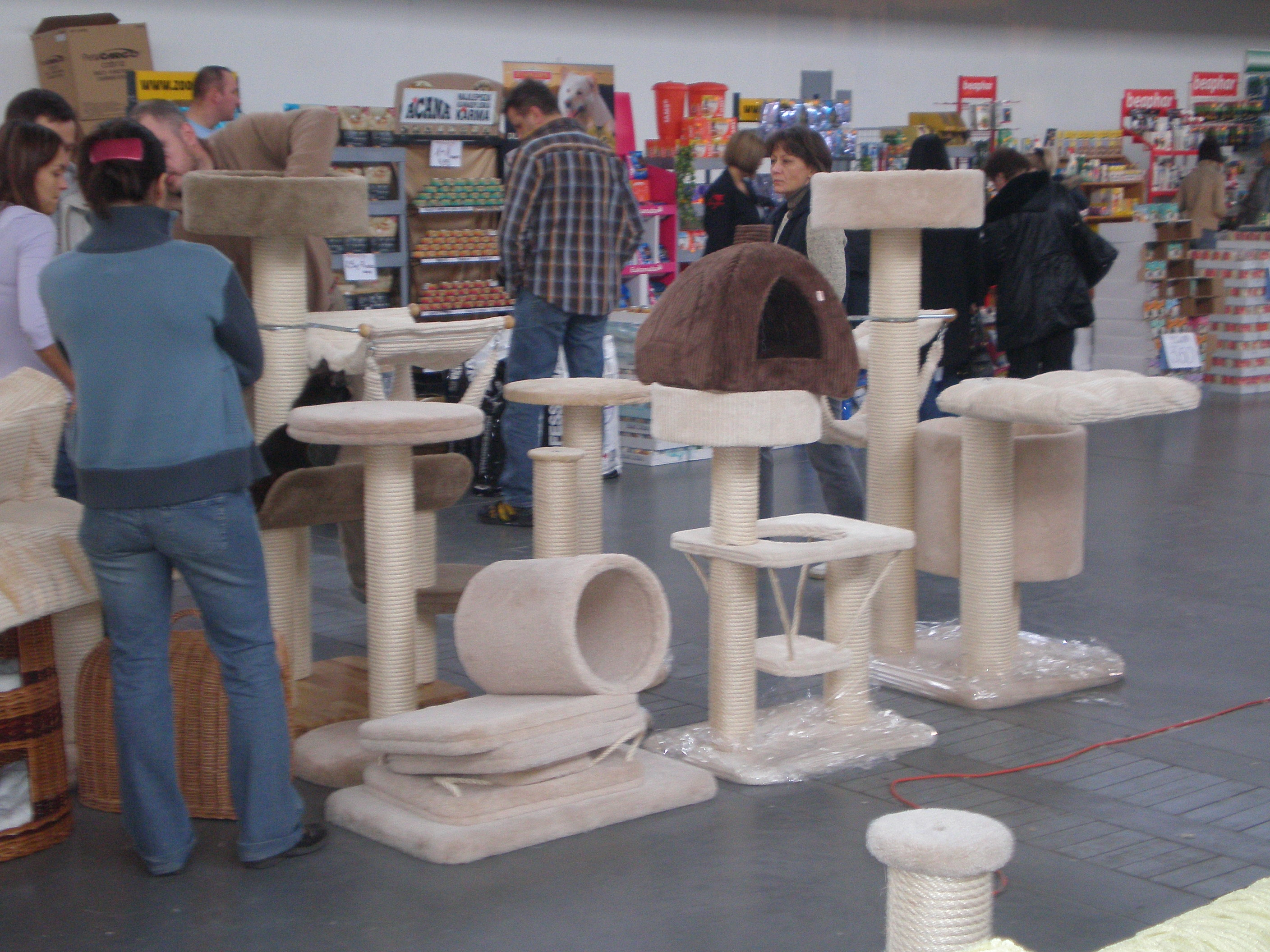
Kattmöbler på en utställning i Polen.

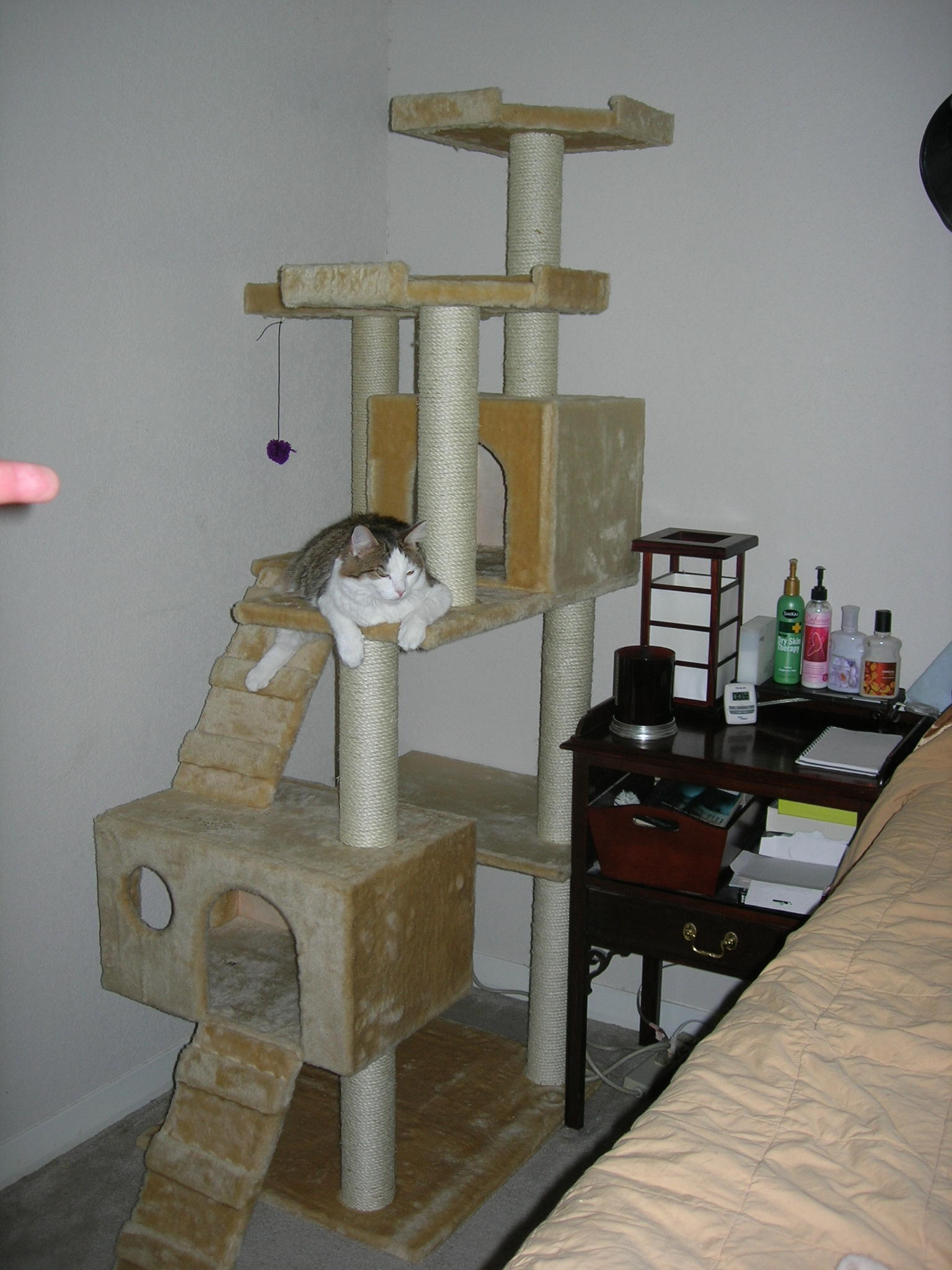
Hemtillverkad kattmöbel.

En kattmöbel är en möbel som är avsedd att användas av tamkatter, främst innekatter för såväl aktivitet som vila.
Kattmöbler kan vara mycket fantasifullt utformade med många våningsplan och krypin. De flesta kattmöbler har även integrerade klösbrädor, eller så kan hela möbeln vara utformad så att den är attraktiv för katten att klösa på.